# Castello di Cergneu
Il castello di Cergneu è un'antica fortificazione situata nella frazione di Cergneu, nel comune di Nimis, Friuli-Venezia Giulia, a un'altitudine di 321 metri.
Le sue origini risalgono al 1170, quando Voldarico, marchese di Toscana, lo donò al patriarca di Aquileia. Successivamente, nel XIII secolo, il castello passò sotto la giurisdizione dei signori di Savorgnano, i cui discendenti detengono tuttora i resti della fortificazione. Ampliato nel 1386, il castello fu abitato fino al XV secolo. Danneggiato dal terremoto del 1511, venne definitivamente abbandonato a causa della sua posizione elevata e della diminuita importanza strategica. Oggi, del castello rimangono imponenti ruderi, tra cui la torre, il mastio e parte della cortina muraria. È possibile raggiungere il sito percorrendo l'antica stradina castellana, che conserva tracce dell'originale lastricato, attraverso la selva. L'accesso avviene tramite un viottolo che sale dal paese, attraversa un piccolo ponte ad arco e costeggia la chiesetta dei Santi Pietro e Paolo (originariamente Santa Maria Maddalena), fondata nel 1323.